# Nayib Abumalham
Nayib Abumalham (Líbano, 1914 - Murcia, 1994), poeta, hispanista, arabista y traductor libanés, padre de la también arabista Montserrat Abumalham.

## Biografía
Se doctoró en la Universidad de Granada con la tesis Eliya Abu-Madi, poeta árabe de ultramar. De la que se hizo una corta edición. Algunos de sus poemas árabes originales fueron publicados en diversos números de la revista Al-Adib de Beirut. Se jubiló como profesor agregado en la Universidad Complutense de Madrid y como Profesor de árabe en la escuela Conjunta de las Fuerzas Armadas de España en Madrid en 1984. Había emigrado a Marruecos en 1937 al ser contratado por el gobierno español para desempeñar tareas de profesor y traductor en centros oficiales del protectorado español del norte de Marruecos. Fue profesor de lengua árabe en el Centro de Estudios Marroquíes y formó parte del Gabinete de Traducción Hispano-Árabe de la Alta Comisaría, donde colaboró en las demandas de traducción inversa de la Administración del Protectorado. Traduciendo, entre otras cuestiones, al árabe los discursos del Alto Comisario, las leyes vigentes en la Zona y clásicos de la literatura española como Miguel de Cervantes (Quijote), Jacinto Benavente (Los intereses creados), Francisco de Quevedo (La vida del Buscón), Tirso de Molina (El burlador de Sevilla) o Lope de Vega (Fuenteovejuna), en colaboración en algunas de estas obras con Musa Abbud y otros traductores del servicio. También tradujo El lazarillo de Tormes al árabe (Granada, 1977). Llevó a cabo intervenciones en la emisora de radio de Tetuán, participó en la creación de algunas revistas literarias y publicó en colaboración o en solitario obras de creación poética.

## Obras
- Vicente Recio, o. f. m., Oasis. Cuarenta poemas hispano-arábigos. Originales de V. Recio y Nayib Abumalham [con sus respectivas traducciones al árabe y al castellano. Tetuán: Impr. Majzen, 1948.[1]
- N. Abumalham, Remembranzas del Líbano, Ceuta, 1949
- N. Abumalham, Otros Horizontes, Madrid, 1972
- N. Abumalham, Nueva York cuna de la literatura árabe contemporánea, hacia 1989.[2]